# Can Belet
Can Belet, o Cal Balet, és un mas del Montseny situat al terme municipal de Viladrau, al paratge de les Paitides.
Cal Balet pertanyé a les Ànimes de la parròquia de Viladrau fins que a principis de segle XX fou adquirit per l'hereu del Noguer per destinar-lo a casa del guarda forestal. Durant la Guerra Civil s'hi refugiaren la vídua del polític i poeta Jaume Bofill i Mates, Montserrat de Quadras, llurs fills i nebots, i el filòsof Jaume Bofill i Bofill.